# 肩帯

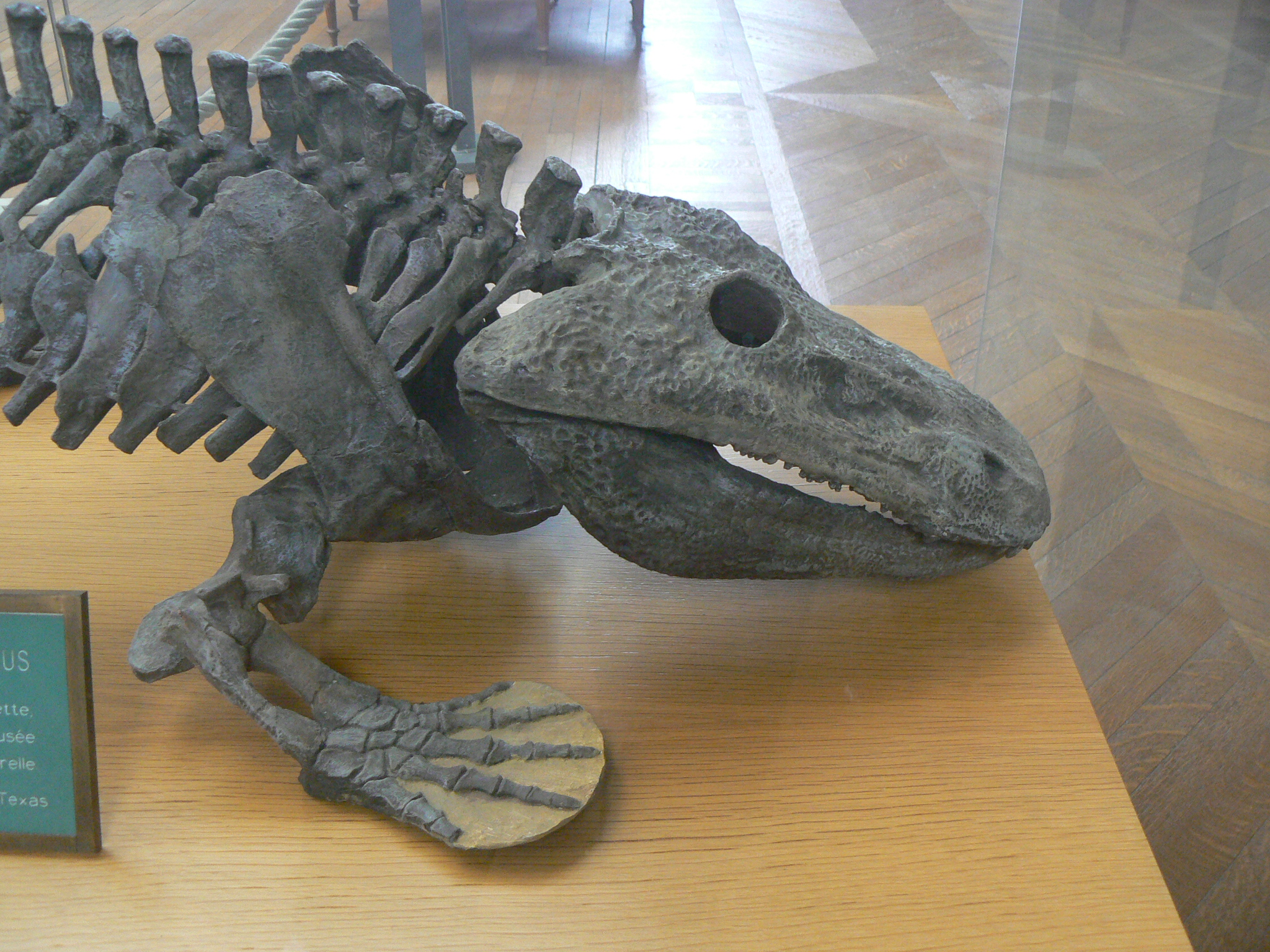
ペルム紀の両生類エリオプスの肩帯

肩帯（けんたい、英: shoulder girdle、羅: cingulum scapulare）は、脊椎動物の前肢の基部となる肢帯である。胸帯 (pectoral girdle / cingulum pectorale)、前肢帯 (fore limb girdle)、上肢帯 (upper limb girdle) とも呼ばれる。

## 構成
肩帯を構成する骨は以下の通りである。ここで挙げた骨は特定の動物群にしか現れない物や、進化の過程で消滅したりする物が含まれており、これら全てを同時に持つ脊椎動物はいない。間鎖骨以外は左右対である。
- 肩甲骨：scapula
- 上肩甲骨：suprascapula
- 前烏口骨：procoracoid
- 烏口骨：coracoid
- 上鎖骨（擬鎖骨）：cleithrum
- 上上鎖骨（上擬鎖骨）：supracleithrum
- 鎖骨：clavicle
- 間鎖骨：interclavicle

このうち肩甲骨・上肩甲骨・前烏口骨・烏口骨は内骨格性骨格であり、上鎖骨・上上鎖骨・鎖骨・間鎖骨は皮骨性骨格である。魚類にはここで挙げた以外の皮骨を肩帯成分として持つことがある。腰帯が内骨格性骨格のみからなるのに対し、肩帯は皮骨性骨格を含み、かつその初期には皮骨性骨格が優勢であったことが特徴である。しかし進化のどの段階においても自由肢との関節は内骨格性骨格が司る。
また、前烏口骨と烏口骨は研究者によっては双方とも烏口骨であり、烏口骨要素の前部と後部 (anterior coracoid / posterior coracoid) と解釈されていることもある。哺乳類が持つ烏口骨（烏口突起）と相同なのはその場合の後半部であるので、ここでは前半部を前烏口骨と呼ぶ系を採用しているが、狭義の烏口骨を持たない鳥類・爬虫類などにおいても、ここでいう前烏口骨を指して烏口骨であるとしている文献もあるので混同しないように注意が必要である。魚類と初期の両生類では肩甲骨と烏口骨（前烏口骨）に相当する骨は肩甲烏口骨 (scapulocoracoid) という単一の骨をなしている。ただしこの単一骨は肩甲骨のみと相同であり、魚類において肩甲烏口骨と呼ばれているのはその機能からの命名でしかないという考えもある。その場合、原始両生類がもっているのは肩甲骨であり烏口骨はまだ現れていないとされる。また、後に肩甲骨と烏口骨（前烏口骨）が二次的に融合した場合にも肩甲烏口骨という語が使用される場合があるが、哺乳類の場合（烏口骨が烏口突起となって肩甲骨の一部となっている）は単に肩甲骨と呼び、肩甲烏口骨とは呼ばれないのが普通である。
肢帯の主な役割は四肢と体幹とを結びつけることにあり、腰帯の腸骨は進化の早い段階で仙部肋骨を介して脊椎と固着している。しかし肩帯の場合、腸骨と同じく背部要素である肩甲骨が体幹骨格との関節面を形成する例は少ない。

## 肩帯の進化
陸上を移動するという機能において前肢と後肢はほぼ同時に進化したが、その基部となる肢帯においては腰帯がまだほとんど形を成していない頃既に肩帯はその後の構成骨が判る状態にまで進化していた。上に例示した構成骨の登場と退場順は、上上鎖骨は魚類から両生類になる際に消失し、両生類段階で前烏口骨と間鎖骨が現れ、爬虫類段階で上鎖骨が消失すると共に烏口骨が現れている。もう一方の肢帯である腰帯が進化の過程の中で基本的にその構成骨を減じていないのに対し、肩帯では発達した肩帯を持ちながらもその構成骨が肩甲骨一種だけとなった動物群も多い。

### 魚類
軟骨魚類は硬骨成分が退化しているので皮骨成分は全て消失しており、肩帯は内骨格性骨格に由来する左右が腹側で融合したU字型の軟骨からなる。
四肢動物の肩帯と直接の関係があるのは硬骨魚類の肩帯である。硬骨魚類の肩帯は、鰓裂の後縁に沿って後頭部から下方に伸びる皮骨の帯と、それに内側から接続する内骨格性骨格の肩甲烏口骨からなる。皮骨性骨格は下から鎖骨・上鎖骨から四肢動物には無い上上鎖骨を経て、頭蓋の後側頭骨 (posttemporal) に接続する。すなわち肩帯の皮骨成分は、皮骨性頭蓋骨後縁部が分離した物ととらえてもあながち間違いではない。他の肩帯成分として、後上鎖骨 (postcleithrum)、anocleithrum、extracleithrum などを持つ場合があるが、上上鎖骨と同じくそれらは四肢動物には存在しない。

### 両生類

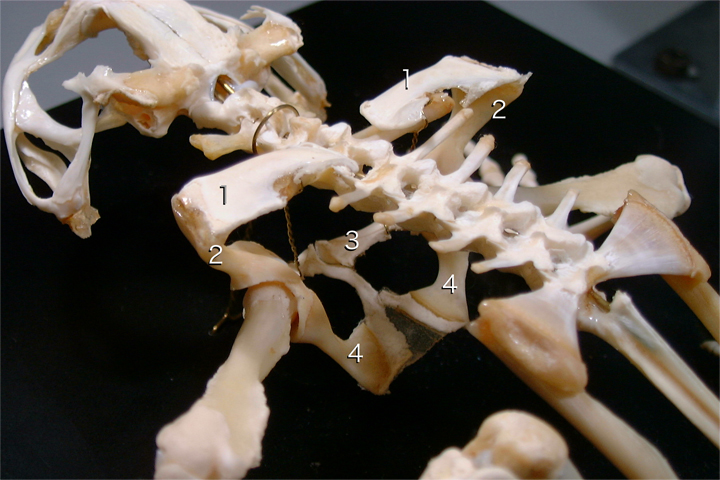
ヒキガエルの肩帯
1.上肩甲骨　2.肩甲骨　3.鎖骨　4.前烏口骨

魚類から両生類への進化で肩帯に起こった最も重要なことは、上上鎖骨が消失したことにより、肩帯が完全に頭蓋から切り離されたことである。これにより、前肢は自由度が増し、さらに"頚部"が生まれる要因にもなった。
初期の化石両生類では魚類がもっていた多くの皮骨性肩帯が消失し、内骨格性肩帯が主要な成分となってくる。残存した皮骨性骨格である上鎖骨・鎖骨は肩甲烏口骨の前縁を桿状に縁取るだけであるが、左右鎖骨の間には新しい皮骨性肩帯成分である間鎖骨が登場する。イクチオステガなどでは内骨格性肩帯成分は肩甲烏口骨だけであるが、しばらくして化骨中心が2つになり、それぞれ肩甲骨と前烏口骨となる。
現生の両生類では発達した肩帯を持つのは無尾目のみである。無尾目の肩帯は、上肩甲骨・肩甲骨・前烏口骨・上鎖骨・鎖骨からなる。上肩甲骨はかなりの部分が軟骨であり化骨の程度は種によって様々である。有尾目の肩帯は化骨の度合いが低く、肩甲骨以外すべて軟骨となっている。無足目の仲間は肩帯が退化消失している。全ての有尾目と一部の無尾目では、肩帯が腹側で接する部分で着物の襟のように左右が重なり合う。アズマヒキガエルの例では左が背側になる傾向が強いが、この傾向は種によって差がある。

### 爬虫類

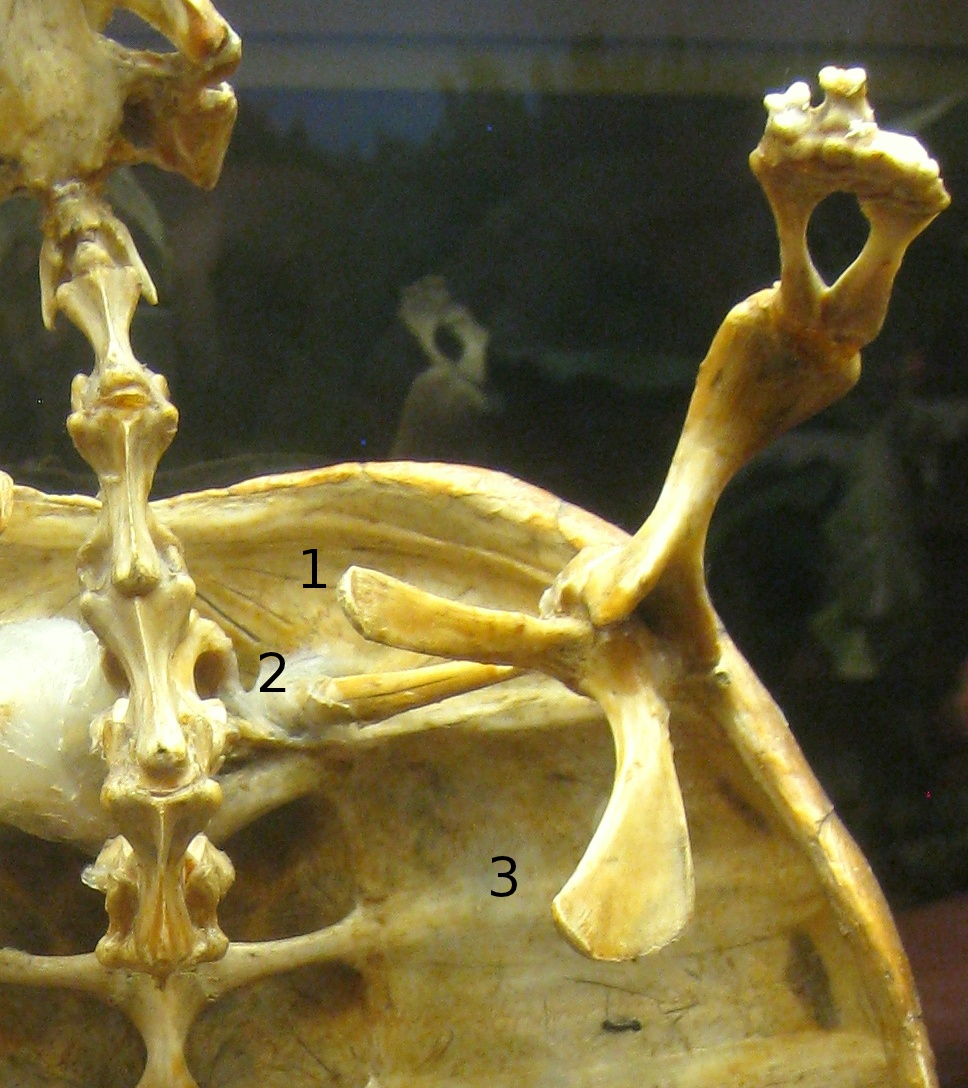
カミツキガメの肩帯
1.肩峰　2.肩甲骨　3.烏口骨

爬虫類になると、前烏口骨の後方に新たな化骨中心が現れ、それが烏口骨となった。さらにほとんどの進化系列で上鎖骨は退化傾向を示し、最終的に消失する。主竜類の系統が内骨格性肩帯として肩甲骨と前烏口骨が基本となるのに対し、単弓類の系統では前烏口骨が退化していき、肩甲骨と烏口骨が内骨格性肩帯の主要な構成要素となっていく。
現生の爬虫類でいうと、肩甲骨・前烏口骨・鎖骨・間鎖骨が肩帯の基本的な構成骨である。ただし、主竜類は鎖骨も退化の傾向を示すので、ワニ類には鎖骨はない。また、ヘビ類の肩帯は完全に消失している。さらに、カメ類の鎖骨・間鎖骨は腹甲を形成する前骨板・内骨板と癒合しており、一説によると背甲の前端にある頂骨板は上上鎖骨に由来するとも言われている。
爬虫類だけでなく全ての脊椎動物の中で最も特異な肢帯をもっているのはカメ類である。通常の脊椎動物の肩帯が肋骨の外側にあるのに対し、カメ類の肩帯は肋骨の内側にある。このような配置を持つ動物は他には存在しない。発生初期には他の生物と同様肋骨の外側にある肩甲骨と前烏口骨は、発生途中で最前部の肋骨の前方を迂回して胸郭の内側に移動する。

### 鳥類

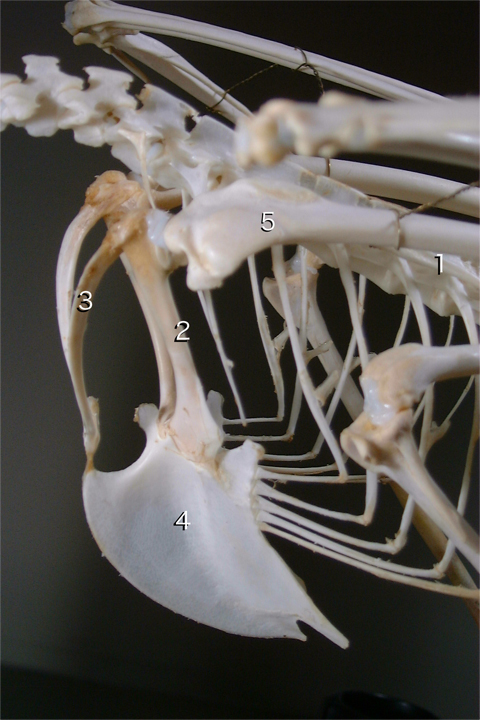
ゴイサギの肩帯
1.肩甲骨　2.前烏口骨　3.叉骨　4.胸骨　5.上腕骨

基本的な構成は、爬虫類の主竜類と同じである。ただし左右の鎖骨（とおそらく間鎖骨も）は癒合してV字またはY字形となっており、叉骨 (furcula) または暢思骨 (wishbone) という名で呼ばれることがある。肩甲骨は薄く細長くなって伸張し、脊椎とおおむね平行になっている。前烏口骨も棒状に伸張するが、肩甲骨とは異なり強く頑丈になっている。これは巨大な胸骨に起始し上腕骨に至る強大な飛翔筋が収縮する際の荷重に耐えるためであると考えられている。同様に飛翔筋が発達している爬虫類の翼竜でもやはり前烏口骨が発達して胸郭を保持しているが、同じく飛翔動物である哺乳類の翼手目では胸郭がつぶれないようにする役割は大型化した鎖骨が担っている。
上述のように主竜類には鎖骨が退化する傾向があり、鳥類がこのように明かな鎖骨を持つことは、鎖骨が退化消失したと考えられていた獣脚類が鳥類の祖先であるという説に対する反論の重要な部分を指していた。その後、獣脚類においても鎖骨が消失していない物が発見されたことから、鳥類の獣脚類祖先説が一気に多くの支持を勝ち取っていった。

### 哺乳類

ヒトの肩帯

単弓類の盤竜類段階で持っていた肩帯構成骨は、肩甲骨・前烏口骨・烏口骨・上鎖骨・鎖骨・間鎖骨の6種であった。しかし、そこから獣弓類を経て哺乳類に進化した際に失った骨は上鎖骨のみである。単孔類のカモノハシは肩甲骨・前烏口骨・烏口骨・鎖骨・間鎖骨の5種の骨からなる肩帯を保持している。現在のヒトを含む真獣類が持っている肩帯構成骨は肩甲骨・鎖骨の2種にまで減少しており、単孔類の肩帯が原始的であるという言われ方をするのはそのためである。
その後の進化の中で、間鎖骨と前烏口骨は消失し、烏口骨は肩甲骨と癒合して烏口突起 (coracoid process) と呼ばれる部位になった。烏口突起とはヒトではその名の通り鳥のくちばしのように鍵形に曲がった突起であり、むしろ烏口骨という名称が烏口突起に由来している。それとほぼ時を同じくして、それまでの肩甲骨の前縁から更に前方に筋の付着面が形成され、その新しい付着面を棘上窩、それまで前縁だった部分を肩甲棘、それまでの筋付着面を棘下窩と呼ぶようになった。最終的には、真獣類の肩帯の内骨格性成分は肩甲骨のみとなっている。一方、皮骨性骨格成分として最後に残ったのは鎖骨である。鎖骨は上腕を様々な方向に回転させる樹上性の動物ではよく発達しているが、有蹄類・食肉類などを始めとした多くの群で消失している。これは、走行・跳躍など前肢の前後への運動が主となる場合には、肩甲骨遠位部の自由度を大きくしておいた方がよいためであろうと解釈されている。